# Aileen Pringle

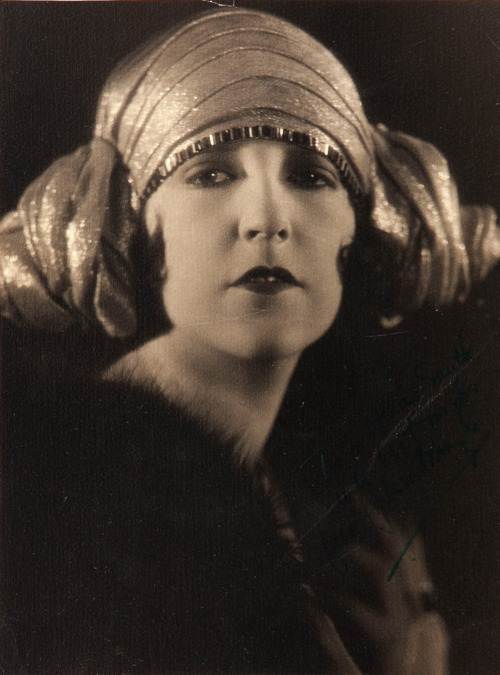
Aileen Pringle.

Aileen Pringle, född 23 juli 1895 i San Francisco, Kalifornien, död 16 december 1989 i New York, var en amerikansk skådespelare. Pringle som medverkade i ett 80-tal filmer gjorde flera huvudroller under 1920-talet, men efter ljudfilmens genombrott blev rollerna mindre för att helt upphöra 1944. Hon flyttade till New York och medverkade sedan i enstaka TV-produktioner.
Hon har tilldelats en stjärna på Hollywood Walk of Fame vid adressen 6723 Hollywood Blvd.

## Filmografi, urval
- 1924 – Kvinnor och affärer
- 1924 – Hans timme
- 1925 – Om människorna visste...
- 1929 – Mannens farliga ålder
- 1936 – Den ödesdigra timmen
- 1936 – Hans fru och hans sekreterare
- 1936 – Piccadilly Jim
- 1937 – Ingenting är heligt
- 1938 – Mitt i elden
- 1939 – Andy Hardy lever högt
- 1939 – Kvinnorna
- 1941 – De dog med stövlarna på
- 1944 – Osynliga länkar
- 1944 – Laura